# Céline Dätwyler
Céline Dätwyler (1º marzo 1973) è un'ex sciatrice alpina svizzera.

## Biografia
Céline Dätwyler, specialista delle prove veloci originaria di Villars-sur-Ollon, proviene da una famiglia di grandi tradizioni nello sci alpino: è figlia di Jean-Daniel e nipote di Michel, a loro volta atleti di alto livello. Debuttò in campo internazionale in occasione dei Mondiali juniores di Geilo/Hemsedal 1991, dove vinse la medaglia d'oro nella discesa libera; nella stagione seguente ottenne il primo piazzamento in Coppa del Mondo, il 21 dicembre 1991 a Serre Chevalier nella medesima specialità (28ª), e conquistò nuovamente il titolo iridato giovanile, sempre nella discesa libera, a Maribor 1992.
Nel 1993 disputò i suoi unici Campionati mondiali (nella rassegna iridata di Morioka si classificò 27ª nella discesa libera e 41ª nel supergigante) e ottenne il miglior piazzamento in Coppa del Mondo, il 13 marzo a Kvitfjell in discesa libera (16ª). Prese per l'ultima volta il via in Coppa del Mondo il 24 febbraio 2001 a Lenzerheide in discesa libera, senza terminare la prova, e si ritirò al termine di quella stessa stagione 2000-2001: la sua ultima gara fu la discesa libera di Coppa Europa disputata a Lenzerheide il 6 marzo, non completata dalla Dätwyler. Non prese parte a rassegne olimpiche.

## Palmarès

### Mondiali juniores
- 2 medaglie:
  - 2 ori (discesa libera a Geilo/Hemsedal 1991; discesa libera a Maribor 1992)

### Coppa del Mondo
- Miglior piazzamento in classifica generale: 90ª nel 1999

### Far East Cup
- 2 podi (dati dalla stagione 1994-1995):
  - 1 vittoria
  - 1 secondo posto

#### Far East Cup - vittorie
| Data             | Località | Paese         | Specialità |
| ---------------- | -------- | ------------- | ---------- |
| 22 febbraio 1997 | Muju     | Corea del Sud | DH         |

Legenda:

DH = discesa libera

### Campionati svizzeri
- 1 medaglia (dati dalla stagione 1994-1995):
  - 1 bronzo (discesa libera nel 1998)